# Steve Heighway
Stephen Derek "Steve" Heighway (* 25. listopad 1957, Dublin) je bývalý irský fotbalista. Hrával na pozici záložníka.
Za irský národní tým odehrál 34 zápasů.
S FC Liverpool vyhrál třikrát Pohár mistrů evropských zemí (1976/77, 1977/78, 1980/81), dvakrát Pohár UEFA (1972/73, 1975/76), roku 1977 i Superpohár UEFA. Pětkrát se s Liverpoolem stal mistrem Anglie (1972/73, 1975/76, 1976/77, 1978/79, 1979/80), jednou získal FA Cup (1973/74).
Roku 1977 se v anketě Zlatý míč, jež hledala nejlepšího fotbalistu Evropy, umístil desátý.